# Långt tankstreck
Långt tankstreck, helfyrkantsminus eller fullstreck (—) är ett skiljetecken. Det liknar bindestrecket (-) och det vanliga tankstrecket (–), men de tre tecknen skiljer sig åt och har olika användningsområden. Det långa tankstrecket är ganska ovanligt i modern, svensk tryckt text, men används i andra språk.

## Användningsområde

### Parentesstreck
Långt tankstreck används främst i engelskspråkiga texter vid parentetiska tillägg samt i äldre svensk litteratur där det har haft olika funktioner, bl.a. som minustecken och som alternativ till det kortare tankstrecket (–), som är det vanligaste tankstrecket i svensk text idag. Till skillnad från det korta tankstrecket brukar det långa inte omges av mellanrum. För användning i engelsk text, se den engelska artikeln dash under rubriken em dash.